# Carlo Andrea Pozzo di Borgo
Carlo Andrea Pozzo di Borgo, född 9 mars 1764 i Alata på Korsika, död 15 februari 1842, var en korsikansk greve och rysk diplomat. 
Pozzo di Borgo var gammal adelssläkt nära lierad med familjen Bonaparte. Han föddes på Korsika nära Ajaccio. År 1791 blev han medlem av den franska lagstiftande församlingen, och drogs högerut på den politiska skalan och råkade i motsättning med bröderna Bonaparte. Han anslöt sig till Pasquale Paoli på Korsika, blev chef för öns civila regering och bröt med konventet. Ett hat mot Bonaparte utvecklades hos honom. Under det engelska protektoratet intrigerade han bort sin forne kompanjon Paoli och blev president över öns statsråd. När Frankrike återtog ön gick han i exil och kom 1804 i rysk tjänst. Han tvingades emellertid lämna Ryssland i samband med Tilsitfördraget, men återkallades till Ryssland 1812 och skickades till Sverige för att påverka Jean Baptiste Bernadotte. 
Pozzo di Borgo var från 1814 till 1832 ryskt sändebud i Paris, där han som representant för den liberale tsaren Alexander I sökte mildra den bourbonska reaktionen.
Från 1835 till 1839 var han ryskt sändebud i London. 